# Astana Challenger Capital Cup
El Astana Challenger Capital Cup es un torneo profesional de tenis. Pertenece al ATP Challenger Series. Se juega desde el año 2016 sobre pistas dura bajo techo, en Astana, Kazajistán.

## Palmarés

### Individuales
| Año  | Campeón            | Finalista     | Resultado               |
| ---- | ------------------ | ------------- | ----------------------- |
| 2016 | Yoshihito Nishioka | Denis Istomin | 6–4, 6–7(4–7), 7–6(7–3) |

### Dobles
| Año  | Campeones                             | Finalistas                  | Resultado     |
| ---- | ------------------------------------- | --------------------------- | ------------- |
| 2016 | Timur Khabibulin Aleksandr Nedovyesov | Mikhail Elgin Denis Istomin | 7–6(9–7), 6–2 |